# Liberi di essere
Liberi di essere è un'opera di Rajneesh Chandra Mohan Jain, meglio conosciuto durante gli anni Settanta come Bhagwan Shree Rajneesh e più tardi come Osho.

## Contenuto
Al suo interno si parla della natura duplice dell'uomo.
Osho afferma che l'uomo sia da una parte un danzatore e dall'altra un contemplativo.
Questo duplice aspetto si riassume nella figura di Zorba il buddha, ossia l'uomo estetico, danzatore e il Buddha, l'essere contemplativo.
Secondo Osho siamo liberi in quanto sganciati da ogni pastoia morale. Egli afferma che la vera libertà si ottiene liberandosi da tutte le nostre credenze scontate, i nostri pregiudizi e ciò si ottiene attraverso la meditazione che ci permette di vedere le cose non secondo il senso comune, ma tramite le sensazioni che il nostro corpo prova nell'abbandonarsi alla vita, seguendo però delle discipline che aiutino verso questa direzione, in ciò riprendendo anche la scuola dello yoga e del buddhismo tantrico.

## Edizioni
- Osho, Liberi di essere: il libro della comprensione, traduzione di Gagan Daniele Pietrini e Swami Anand Videha, Milano, Mondadori, ISBN 978-88-04-71119-3, SBN URB0934546.